# Цзяюйгуань (фортеця)
Цзяюйгуань або пояс Цзяюй (кит.: 嘉峪关/嘉峪關,піньїнь: Jiāyù Guān) — перший оборонний пояс на західному кінці Великого китайського муру, розташований біля міста Цзяюйгуань в провінції Ганьсу. Разом з Цзюйюнгуань та Шанхайгуань він є одним з головних поясів муру.
Розташований в найвузчому місці західної ділянки Коридору Хесі між двома пагорбами, один з якиз зветься Цзяюйгуань.
Був побудований протягом ранньої династії Мін.
Був ключовим пунктом на Великому шовковому шляху.
Серед всіх ділянок Великого китайського муру є найкраще збереженим.
1. ↑  国家文物局全国文物地理信息平台
2. ↑  中华人民共和国国务院 国务院关于公布第一批全国重点文物保护单位名单的通知 — 1961.